# Eupithecia multispinata
Eupithecia multispinata là một loài bướm đêm trong họ Geometridae.